# 정정 (적위)
정정(定鼎)은 중국 적위(翟魏) 적쇠(翟釗)의 연호이자 적위의 마지막 연호이다. 391년 10월에서 392년 6월까지 9개월 동안 사용하였다. 392년 6월, 후연(後燕)에 의해 적위는 멸망하고 연호도 폐지되었다.
같은 시기에 사용된 다른 연호로는 동진(東晉)에서 사용한 태원(太元 : 376년 ~ 396년), 전진(前秦)에서 사용한 태초(太初 : 386년 ~ 394년), 후연(後燕)에서 사용한 건흥(建興 : 386년 ~ 396년), 후진(後秦)에서 사용한 건초(建初 : 386년 ~ 394년), 서진(西秦)에서 사용한 태초(太初 : 388년 ~ 400년), 후량(後凉)에서 사용한 인가(麟嘉 : 389년 ~ 396년), 서연(西燕)에서 사용한 중흥(中興 : 386년 ~ 394년), 북위(北魏)에서 사용한 등국(登國 : 386년 ~ 396년)이 있다.

## 연대대조표
| 정정                | 원년            | 2년        |
| 서력                | 391년           | 392년      |
| 육십간지 (六十干支) | 신묘(辛卯)      | 임진(壬辰) |
| 동진 (東晉)         | 태원(太元) 16년 | 17년       |
| 전진 (前秦)         | 태초(太初) 6년  | 7년        |
| 후연 (後燕)         | 건흥(建興) 6년  | 7년        |
| 후진 (後秦)         | 건초(建初) 6년  | 7년        |
| 서진 (西秦)         | 태초(太初) 4년  | 5년        |
| 후량 (後凉)         | 인가(麟嘉) 3년  | 4년        |
| 서연 (西燕)         | 중흥(中興) 6년  | 7년        |
| 북위 (北魏)         | 등국(登國) 6년  | 7년        |

## 같이 보기
- 중국의 연호

| 이전 연호 건광(建光) | 중국의 연호 적위(翟魏) | 다음 연호 - |